# USS Gambier Bay (1943)

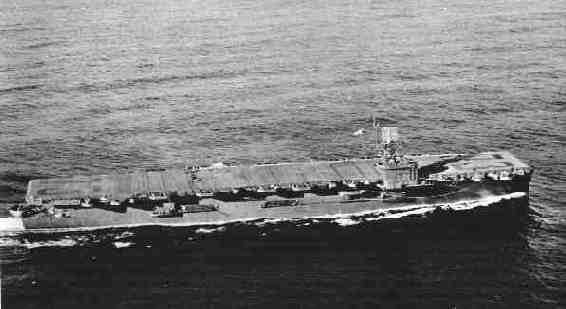
De USS Gambier Bay.

De USS Gambier Bay was een Amerikaanse escortevliegdekschip uit de Casablancaklasse en werd in de slag in de Golf van Leyte op 25 oktober 1944 tot zinken gebracht. Het is het enige Amerikaanse vliegdekschip in de Tweede Wereldoorlog door artillerievuur tot zinken is gebracht. Het schip had torpedobommenwerpers (Grumman TBF Avengers) en jagers (Grumman F4F Wildcats) aan boord.